# Sally Banesová
Sally Rachel Banesová (9. října 1950 Silver Spring, Maryland – 14. června 2020 Filadelfie, Pensylvánie) byla americká historička tance, spisovatelka a kritička.

## Kariéra
Od roku 1973 pracovala Sally Banesová pracovala pro Chicago Reader. Byla kritičkou tance časopisů Village Voice, SoHo Weekly News a Dance Magazine. V letech 1982–1988 byla také redaktorkou Dance Research Journal.
Zemřela 14. června 2020 na rakovinu vaječníků ve Filadelfii v Pensylvánii ve věku 69 let.